# Cratere Reldresal
Reldresal è un cratere sulla superficie di Fobos.